# Hypomecis umbrosarium
Hypomecis umbrosarium là một loài bướm đêm trong họ Geometridae.